# IC 5240
IC 5240 ist eine Balken-Spiralgalaxie vom Hubble-Typ SBa im Sternbild Kranich am Südsternhimmel. Sie ist schätzungsweise 78 Millionen Lichtjahre von der Milchstraße entfernt.
Das Objekt wurde am 26. Dezember 1886 von William Finlay entdeckt.